# Those Vegan Cowboys
Those Vegan Cowboys is een Belgisch-Nederlandse start-up die kaas maakt zonder dat er dierlijke melk te pas komt aan het productieproces.
Het bedrijf werd in 2019 opgericht door Niko Koffeman en Jaap Korteweg, de oprichters van De Vegetarische Slager. Zij hadden als doel om met een "roestvrijstalen koe" genaamd Margaret het voor kaas essentiële melkeiwit caseïne te produceren. Dit eiwit wordt met de stalen koe uit gras gemaakt met behulp van micro-organismen en precisiefermentatie. In december 2022 slaagde het bedrijf erin om kunstmatige caseïne te fabriceren.
Sinds 2024 wordt deze caseïne door het bedrijf op laboratoriumschaal verwerkt tot mozzarella, feta en camembert.